# Chantier panafricain d'écriture dramatique des femmes
 (juin 2008).
Le Chantier Panafricain d’Écriture Dramatique des Femmes (CPEDF) est le cadre de rencontre, d’échange et de formation du Sokan Théâtre, compagnie théâtrale dirigée par le metteur en scène et comédien Ablas Ouédraogo et le Bureau des Arts et Communication (BAC). Il a pour but d’amener les femmes à emprunter le chemin de l’écriture dramatique et des autres métiers du théâtre.

## Histoire
La première édition du chantier a lieu à Grand-Bassam, en Côte d'Ivoire, du 20 mars au 9 avril 2004. Celle-ci met l’accent sur la formation des auteures, 9 femmes venues de 9 pays, autour des techniques d’écriture dramatique, associées à quelques notions de régie lumière.
La deuxième édition se déroule du 27 mai au 25 juin 2005. Deux nouveaux ateliers sont créés : mise en scène et jeu d’actrices. Cette session voit la participation de 27 femmes en provenance de 13 pays, 9 auteures, 9 metteurs en scène et 9 comédiennes.
La troisième édition a lieu du 20 juin au 19 juillet 2007. Deux ateliers sont ajoutés aux trois précédents : scénographie et régie lumière. Le chantier accueille 34 femmes, 10 à l’atelier d’écriture, 9 au jeu d’actrice, 8 à la mise en scène, 3 à la scénographie, et 4 à la régie lumière. Ces 34 femmes étaient de Côte d'Ivoire, du Bénin, du Burkina Faso, du Cameroun, de Centrafrique, du Guinée, du Mali, du Niger, du Rwanda, du Sénégal, du Tchad, et du Togo. Un comité pédagogique de 9 professionnels en art dramatique a sélectionné les 34 candidates.

## Visée
Le CPEDF vise à offrir aux femmes une plateforme de rencontre, d’échange, d’expression et de création dramaturgique. Le but est de permettre l’émergence d’une nouvelle génération de femmes dramaturges, metteuses en scène, régisseuses, scénographes et cinéastes et donc d'inciter les femmes à investir ces domaines, surtout celui de l’écriture dramatique. Le CPEDF souhaite former les femmes aux nouvelles technologies de communication et provoquer des rencontres d’échange.

## Ateliers
Les candidates sont totalement prises en charge lors de leur séjour à Grand-Bassam pendant la période du Chantier. Les ateliers se décomposent comme suit :
Formation sur l’écriture :
- Information sur les genres
- Structure interne d’une pièce de théâtre prenant en compte l’exposition, le nœud, le dénouement,

ajouter à cela la construction d’une intrigue, le travail sur les dialogues, la langue et le style.
Mise en scène :
- Intervention assumant la fonction généraliste du metteur en scène : du visuel au texte
- Interventions s’appliquant aux divers aspects de la fonction de metteur en scène : 
  - Dramaturgie
  - Scénographie
  - Régie lumière et son
  - Travaux divers sur des textes, des styles et direction d’acteur
  - Rencontre de travail sur une expérience théâtrale incontournable en Afrique
- Application sur un extrait de texte écrit par un auteur

Jeu d’actrices :
- Construction d’un personnage :
  - Interprétation
  - Technique d’expression orale (conte)
  - Culture vocale
  - Expression mimique
  - Expression corporelle

Technique théâtrale :
- Les caractéristiques de la lumière
- Les directions de la lumière
- L’éclairage au spectacle (théâtre, danse, variété)
- Exercice pratique d’éclairage